# دهستان راگاوره
دهستان راگاوره (به لاتین: Rägavere Parish) یک دهستان در استونی است که در شهرستان لنه-ویرو واقع شده‌است.

## خصوصیات
دهستان راگاوره ۱۷۳٫۷۴ کیلومترمربع مساحت و ۹۹۳ نفر جمعیت دارد.